# Abacus harmonicus
Abacus harmonicus è un termine latino medievale che indicava un diagramma delle note con i loro nomi. Con lo stesso nome si indicava l'insieme e la disposizione dei tasti e dei pedali in uno strumento musicale.
Tale diagramma fu descritto da  Athanasius Kircher nella sua opera Musurgia Universalis.
Veniva utilizzato per creare combinazioni di contrappunto.
È stato citato anche nelle prime edizioni dell'Encyclopædia Britannica.